# 本日、開店します!
『本日、開店します!』（ほんじつ、かいてんします!）は、TBS系列で2013年4月17日から9月18日まで放送（営業）されていた日本のバラエティ番組。レギュラー放送終了後も『水トク!』枠で不定期に特別番組として放映されている。

## 概要
近年、新しく店舗を開店したり、個人で起業する人たちが増えており、総務省（平成21年度事業所・企業統計調査）の調べでは、1年当たり14万件の店舗開業者が現れているといわれている。その店舗開店や起業をしようとする人たちに毎回密着し、開店や起業をするにあたって必要な資金をどう調達したか、店舗や事務所の立地はどのようにして決めたのか、どのような起業や店舗のスタイルにするかなどについて、企画から開業までを経営者・起業者の視点を通して見つめるドキュメンタリー形式の番組である。

## 出演者
- 若林正恭（オードリー）
- 近藤春菜（ハリセンボン）

## ネット局

### レギュラー放送版
| 放送対象地域 | 放送局                | 系列    | 放送期間                | 放送日時                     | 遅れ       |
| ------------ | --------------------- | ------- | ----------------------- | ---------------------------- | ---------- |
| 関東広域圏   | TBSテレビ（TBS）      | TBS系列 | 2013年4月17日 - 9月18日 | 水曜 23:58 - 翌0:28          | 製作局     |
| 岩手県       | IBC岩手放送（IBC）    | TBS系列 | 2013年4月17日 - 9月18日 | 水曜 23:58 - 翌0:28          | 同時ネット |
| 山形県       | テレビユー山形（TUY） | TBS系列 | 2013年4月17日 - 9月18日 | 水曜 23:58 - 翌0:28          | 同時ネット |
| 福島県       | テレビユー福島（TUF） | TBS系列 | 2013年4月17日 - 9月18日 | 水曜 23:58 - 翌0:28          | 同時ネット |
| 静岡県       | 静岡放送（SBS）       | TBS系列 | 2013年4月17日 - 9月18日 | 水曜 23:58 - 翌0:28          | 同時ネット |
| 石川県       | 北陸放送（MRO）       | TBS系列 | 2013年4月17日 - 9月18日 | 水曜 23:58 - 翌0:28          | 同時ネット |
| 中京広域圏   | 中部日本放送（CBC）   | TBS系列 | 2013年4月26日 - 9月27日 | 金曜 2:08 - 2:38（木曜深夜） | 8日遅れ    |
| 新潟県       | 新潟放送（BSN）       | TBS系列 | 2013年4月29日 - 10月7日 | 月曜 23:58 - 翌0:28          | 12日遅れ   |
| 大分県       | 大分放送（OBS）       | TBS系列 | 2013年6月24日 - 12月2日 | 月曜 10:20 - 10:50           | 不定       |
| 広島県       | 中国放送（RCC）       | TBS系列 | 2013年7月5日 - 11月15日 | 金曜 0:58 - 1:28（木曜深夜） | 57日遅れ   |

### 水トク!版第1弾
| 放送対象地域   | 放送局                | 系列    | 放送日時                    | 遅れ       |
| -------------- | --------------------- | ------- | --------------------------- | ---------- |
| 関東広域圏     | TBSテレビ（TBS）      | TBS系列 | 2013年6月5日 19:00 - 20:54  | 製作局     |
| 北海道         | 北海道放送（HBC）     | TBS系列 | 2013年6月5日 19:00 - 20:54  | 同時ネット |
| 岩手県         | IBC岩手放送（IBC）    | TBS系列 | 2013年6月5日 19:00 - 20:54  | 同時ネット |
| 宮城県         | 東北放送（TBC）       | TBS系列 | 2013年6月5日 19:00 - 20:54  | 同時ネット |
| 山形県         | テレビユー山形（TUY） | TBS系列 | 2013年6月5日 19:00 - 20:54  | 同時ネット |
| 福島県         | テレビユー福島（TUF） | TBS系列 | 2013年6月5日 19:00 - 20:54  | 同時ネット |
| 静岡県         | 静岡放送（SBS）       | TBS系列 | 2013年6月5日 19:00 - 20:54  | 同時ネット |
| 石川県         | 北陸放送（MRO）       | TBS系列 | 2013年6月5日 19:00 - 20:54  | 同時ネット |
| 中京広域圏     | 中部日本放送（CBC）   | TBS系列 | 2013年6月5日 19:00 - 20:54  | 同時ネット |
| 広島県         | 中国放送（RCC）       | TBS系列 | 2013年6月5日 19:00 - 20:54  | 同時ネット |
| 愛媛県         | あいテレビ（ITV）     | TBS系列 | 2013年6月5日 19:00 - 20:54  | 同時ネット |
| 長崎県         | 長崎放送（NBC）       | TBS系列 | 2013年6月5日 19:00 - 20:54  | 同時ネット |
| 岡山県・香川県 | 山陽放送（RSK）       | TBS系列 | 2013年6月15日 15:00 - 16:54 | 10日遅れ   |
| 新潟県         | 新潟放送（BSN）       | TBS系列 | 2013年6月17日 23:58 - 25:52 | 12日遅れ   |
| 長野県         | 信越放送（SBC）       | TBS系列 | 2013年6月29日 12:10 - 14:00 | 24日遅れ   |
| 沖縄県         | 琉球放送（RBC）       | TBS系列 | 2013年7月11日 14:55 - 16:53 | 36日遅れ   |
| 近畿広域圏     | 毎日放送（MBS）       | TBS系列 | 2013年7月14日 12:54 - 14:58 | 39日遅れ   |
| 山梨県         | テレビ山梨（UTY）     | TBS系列 | 2013年7月14日 14:00 - 16:05 | 39日遅れ   |
| 青森県         | 青森テレビ（ATV）     | TBS系列 | 2013年7月14日 15:00 - 16:54 | 39日遅れ   |
| 福岡県         | RKB毎日放送（RKB）    | TBS系列 | 2013年7月20日 14:00 - 15:54 | 45日遅れ   |
| 大分県         | 大分放送（OBS）       | TBS系列 | 2013年8月25日 15:00 - 16:54 | 81日遅れ   |

### 水トク!版第2弾
| 放送対象地域   | 放送局                | 系列    | 放送日時                     | 遅れ       |
| -------------- | --------------------- | ------- | ---------------------------- | ---------- |
| 関東広域圏     | TBSテレビ（TBS）      | TBS系列 | 2013年10月16日 19:00 - 20:54 | 製作局     |
| 北海道         | 北海道放送（HBC）     | TBS系列 | 2013年10月16日 19:00 - 20:54 | 同時ネット |
| 岩手県         | IBC岩手放送（IBC）    | TBS系列 | 2013年10月16日 19:00 - 20:54 | 同時ネット |
| 宮城県         | 東北放送（TBC）       | TBS系列 | 2013年10月16日 19:00 - 20:54 | 同時ネット |
| 山形県         | テレビユー山形（TUY） | TBS系列 | 2013年10月16日 19:00 - 20:54 | 同時ネット |
| 福島県         | テレビユー福島（TUF） | TBS系列 | 2013年10月16日 19:00 - 20:54 | 同時ネット |
| 新潟県         | 新潟放送（BSN）       | TBS系列 | 2013年10月16日 19:00 - 20:54 | 同時ネット |
| 静岡県         | 静岡放送（SBS）       | TBS系列 | 2013年10月16日 19:00 - 20:54 | 同時ネット |
| 石川県         | 北陸放送（MRO）       | TBS系列 | 2013年10月16日 19:00 - 20:54 | 同時ネット |
| 中京広域圏     | 中部日本放送（CBC）   | TBS系列 | 2013年10月16日 19:00 - 20:54 | 同時ネット |
| 近畿広域圏     | 毎日放送（MBS）       | TBS系列 | 2013年10月16日 19:00 - 20:54 | 同時ネット |
| 広島県         | 中国放送（RCC）       | TBS系列 | 2013年10月16日 19:00 - 20:54 | 同時ネット |
| 愛媛県         | あいテレビ（ITV）     | TBS系列 | 2013年10月16日 19:00 - 20:54 | 同時ネット |
| 長崎県         | 長崎放送（NBC）       | TBS系列 | 2013年10月16日 19:00 - 20:54 | 同時ネット |
| 沖縄県         | 琉球放送（RBC）       | TBS系列 | 2013年11月6日 14:55 - 16:53  | 21日遅れ   |
| 鳥取県・島根県 | 山陰放送（BSS）       | TBS系列 | 2013年12月7日 14:00 - 15:54  | 52日遅れ   |
| 鹿児島県       | 南日本放送（MBC）     | TBS系列 | 2013年12月7日 15:00 - 16:54  | 52日遅れ   |
| 熊本県         | 熊本放送（RKK）       | TBS系列 | 2013年12月14日 14:00 - 15:54 | 59日遅れ   |
| 大分県         | 大分放送（OBS）       | TBS系列 | 2013年12月22日 15:00 - 16:54 | 67日遅れ   |
| 岡山県・香川県 | 山陽放送（RSK）       | TBS系列 | 2014年1月2日 9:55 - 11:50    | 78日遅れ   |
| 福岡県         | RKB毎日放送（RKB）    | TBS系列 | 2014年1月3日 23:10 - 翌1:10  | 79日遅れ   |

### 水トク!版第3弾
| 放送対象地域   | 放送局                    | 系列    | 放送日時                    | 遅れ       |
| -------------- | ------------------------- | ------- | --------------------------- | ---------- |
| 関東広域圏     | TBSテレビ（TBS）          | TBS系列 | 2014年1月22日 19:00 - 20:54 | 製作局     |
| 北海道         | 北海道放送（HBC）         | TBS系列 | 2014年1月22日 19:00 - 20:54 | 同時ネット |
| 青森県         | 青森テレビ（ATV）         | TBS系列 | 2014年1月22日 19:00 - 20:54 | 同時ネット |
| 岩手県         | IBC岩手放送（IBC）        | TBS系列 | 2014年1月22日 19:00 - 20:54 | 同時ネット |
| 宮城県         | 東北放送（TBC）           | TBS系列 | 2014年1月22日 19:00 - 20:54 | 同時ネット |
| 山形県         | テレビユー山形（TUY）     | TBS系列 | 2014年1月22日 19:00 - 20:54 | 同時ネット |
| 福島県         | テレビユー福島（TUF）     | TBS系列 | 2014年1月22日 19:00 - 20:54 | 同時ネット |
| 静岡県         | 静岡放送（SBS）           | TBS系列 | 2014年1月22日 19:00 - 20:54 | 同時ネット |
| 富山県         | チューリップテレビ（TUT） | TBS系列 | 2014年1月22日 19:00 - 20:54 | 同時ネット |
| 石川県         | 北陸放送（MRO）           | TBS系列 | 2014年1月22日 19:00 - 20:54 | 同時ネット |
| 中京広域圏     | 中部日本放送（CBC）       | TBS系列 | 2014年1月22日 19:00 - 20:54 | 同時ネット |
| 近畿広域圏     | 毎日放送（MBS）           | TBS系列 | 2014年1月22日 19:00 - 20:54 | 同時ネット |
| 広島県         | 中国放送（RCC）           | TBS系列 | 2014年1月22日 19:00 - 20:54 | 同時ネット |
| 愛媛県         | あいテレビ（ITV）         | TBS系列 | 2014年1月22日 19:00 - 20:54 | 同時ネット |
| 長崎県         | 長崎放送（NBC）           | TBS系列 | 2014年1月22日 19:00 - 20:54 | 同時ネット |
| 鹿児島県       | 南日本放送（MBC）         | TBS系列 | 2014年2月9日 15:00 - 16:54  | 18日遅れ   |
| 新潟県         | 新潟放送（BSN）           | TBS系列 | 2014年2月23日 15:00 - 16:54 | 32日遅れ   |
| 岡山県・香川県 | 山陽放送（RSK）           | TBS系列 | 2014年3月1日 14:00 - 15:55  | 41日遅れ   |
| 福岡県         | RKB毎日放送（RKB）        | TBS系列 | 2014年3月1日 15:00 - 17:00  | 41日遅れ   |
| 沖縄県         | 琉球放送（RBC）           | TBS系列 | 2014年3月19日 14:55 - 16:53 | 59日遅れ   |
| 大分県         | 大分放送（OBS）           | TBS系列 | 2014年3月23日 15:00 - 16:54 | 63日遅れ   |

### 水トク!版第4弾
| 放送対象地域   | 放送局                | 系列    | 放送日時                    | 遅れ       |
| -------------- | --------------------- | ------- | --------------------------- | ---------- |
| 関東広域圏     | TBSテレビ（TBS）      | TBS系列 | 2014年8月6日 19:56 - 21:54  | 製作局     |
| 北海道         | 北海道放送（HBC）     | TBS系列 | 2014年8月6日 19:56 - 21:54  | 同時ネット |
| 岩手県         | IBC岩手放送（IBC）    | TBS系列 | 2014年8月6日 19:56 - 21:54  | 同時ネット |
| 宮城県         | 東北放送（TBC）       | TBS系列 | 2014年8月6日 19:56 - 21:54  | 同時ネット |
| 山形県         | テレビユー山形（TUY） | TBS系列 | 2014年8月6日 19:56 - 21:54  | 同時ネット |
| 福島県         | テレビユー福島（TUF） | TBS系列 | 2014年8月6日 19:56 - 21:54  | 同時ネット |
| 山梨県         | テレビ山梨（UTY）     | TBS系列 | 2014年8月6日 19:56 - 21:54  | 同時ネット |
| 石川県         | 北陸放送（MRO）       | TBS系列 | 2014年8月6日 19:56 - 21:54  | 同時ネット |
| 長野県         | 信越放送（SBC）       | TBS系列 | 2014年8月6日 19:56 - 21:54  | 同時ネット |
| 愛媛県         | あいテレビ（ITV）     | TBS系列 | 2014年8月6日 19:56 - 21:54  | 同時ネット |
| 大分県         | 大分放送（OBS）       | TBS系列 | 2014年8月6日 19:56 - 21:54  | 同時ネット |
| 鹿児島県       | 南日本放送（MBC）     | TBS系列 | 2014年8月6日 19:56 - 21:54  | 同時ネット |
| 新潟県         | 新潟放送（BSN）       | TBS系列 | 2014年8月17日 14:54 - 16:54 | 11日遅れ   |
| 青森県         | 青森テレビ（ATV）     | TBS系列 | 2014年8月27日 19:56 - 21:54 | 21日遅れ   |
| 熊本県         | 熊本放送（RKK）       | TBS系列 | 2014年8月27日 19:56 - 21:54 | 21日遅れ   |
| 岡山県・香川県 | 山陽放送（RSK）       | TBS系列 | 2014年9月13日 14:00 - 15:55 | 38日遅れ   |
| 宮崎県         | 宮崎放送（MRT）       | TBS系列 | 2014年9月20日 13:00 - 15:00 | 45日遅れ   |
| 福岡県         | RKB毎日放送（RKB）    | TBS系列 | 2014年9月28日 14:00 - 16:00 | 53日遅れ   |

## スタッフ
- 構成：桜井慎一、渡辺真也、堀江利幸、藤谷弥生、寺田智和、大平尚志
- ナレーター：平野義和
- リサーチ：リベラス、フォーミュレーション、ライダーズ・オフィス
- TM：高松央
- TD：江浦友樹
- カメラ：端坂嘉寛、荒井隆之
- VE：木野内洋
- 音声：藤井勝彦
- 照明：夏井茂之
- タイトルロゴ：　橋和紀
- CG：大宮司徳盛
- 題字：武内由加里
- 編集：田口正樹、市川敏之（Omnibus JAPAN）
- MA：転石裕治（Omnibus JAPAN）
- 音効：石川良則、杉本栄輔（SPOT）
- 美術プロデューサー：長沼孝仁
- 美術デザイン：山口智広、木村真梨子
- 美術制作：芳賀基広
- 装置：坂本進
- 操作：三谷剛大
- 電飾：清水久敏
- 装飾：田中秀和
- 花装飾：高井由子
- ヘアメイク：遠藤敏子
- 技術協力：スウィッシュジャパン、東京オフラインセンター
- 編成：渡辺信也、前田麻友
- TK：飯塚愛美
- マネージメントプロデューサー：西川永哲
- AD：野添みどり、峰岡晃子、升本武志、谷川華織、福崎葵委、吉原崇弥、工藤瑠実華、松本和也、小沢ちえ子、菊池英玲奈、永井成樹、早田翔、清水博利
- AP：古川亜希子、中村恵
- ディレクター：冨田雅也、若松芳行、内原弘二／岩本啓助、藤井敏嗣、篠原輝成、奥野祐士、牛窪真二、寺田淳史、井筒栄志、田崎貴裕、新保勝久、大谷真弓
- 演出：有田武史／有川崇、柳信也
- 総合演出・プロデューサー：三島圭太

## その他
2015年11月30日、この番組にて宇都宮にカードショップを出店する回で出演した女性が別居中の夫にトウゴマから抽出した猛毒のリシンを焼酎に混入させて殺害しようとした疑いで逮捕された事が明らかになった。